# Ludowy Komisariat Przemysłu Lotniczego ZSRR
Ludowy Komisariat Przemysłu Lotniczego ZSRR (ros. Народный комиссариат [Наркомат] авиационной промышленности CCCP, Наркомавиапром) – jeden z urzędów centralnych w Związku Radzieckim, odpowiednik ministerstwa, który nadzorował produkcję przemysłu lotniczego.
11 stycznia 1939 dekretem Prezydium Rady Najwyższej ZSRR „w sprawie podziału Ludowego Komisariatu Przemysłu Obronnego ZSRR” z I Zarządu (samolotowego) Ludowego Komisariatu Przemysłu Obronnego ZSRR został utworzony Ludowy Komisariat Przemysłu Lotniczego ZSRR.
Zgodnie z dekretem nr 4C Rady Komisarzy Ludowych z dnia 21 stycznia 1939, do NCAP weszło:
- Główne Zarządy nr 1, 5, 10 i 18 byłego Ludowego Komisariatu Przemysłu Obronnego, które wspierały produkcję samolotów, silników lotniczych i oprzyrządowania wraz z powiązanymi z nimi podmiotami gospodarczymi;
- firmy montażowe nr 18, 20, 30, 31, zjednoczenia Orgoboronprom (Оргоборонпром) i Ostechuprawlienije (Остехуправление);
- biura projektów nr 1, 5, 10;
- instytuty lotnicze w Moskwie, Kazaniu, Charkowie, Rybińsku, Instytut Inżynieryjno-Budowlany im. Kujbyszewa w Nowosybirsku, moskiewski Wydział Lenpromakademii, moskiewski Instytut Szkolenia Inżynierów i Kadry Zarządzającej Lotnictwa;
- 15 techników (lotnicze w Moskwie, lotnicze przy zakładzie nr 24 i przemysłu maszynowego w zakładzie im. Ordżonikidze, elektro-radiowe w Gorki i Woroneżu, mechaniczne we Władymirze, i inne);
- 2 wydziały wieczorowe (Рабочий факультет) → lotniczy w Moskwie i przemysłowy w Permie;
- 99 szkół przyzakładowych;
- propaganda techniczna w ramach Stałej Wystawy Lotniczej, wystaw – lotniczej i radiowej w Leningradzie, centrum wymiany nowych technologii.

We wrześniu 1939 Biuro Polityczne KPZR(b) przyjęło rezolucję w sprawie „odbudowy istniejących i budowę nowych fabryk samolotów”. Przewidywało ono zwiększenie do końca 1941 zdolności produkcyjnych fabryk samolotów w porównaniu z 1939 o więcej niż połowę. Podjęto decyzję o budowie nowych 9 zakładów produkcyjnych samolotów i rekonstrukcji 9 istniejących.
15 marca 1946 komisariat przekształcono w Ministerstwo Przemysłu Lotniczego ZSRR (Министерство авиационной промышленности СССР, Минавиапром СССР).

## Ludowi Komisarze
- 1939–1940 – Michaił Kaganowicz
- 1940–1946 – Aleksiej Szachurin
- 1946–[1953] – Michaił Chruniczew

## Siedziba
Siedziba mieściła się przy zaułku Ułańskim (Уланский переулок) 16 i 22/prosp. Sacharowa (просп. Сахарова) 7, w budynku (proj. Danił Fridman) zbudowanym w 1936 na potrzeby zarządu, hotelu i mieszkań pracowniczych firmy budowlanej moskiewskiego metra – Metrostroju (Мосметрострой). Od 1939 budynek był siedzibą Ludowego Komisariatu Przemysłu Lotniczego (Народный комиссариат [Наркомат] авиационной промышленности – Наркомавиапром).